# زو گینگ
زو گینگ(چینی:祖庚) زاده شده با نام یائو(چینی:曜) بر اساس سنن و روایات، شاهی بود از شاهان دودمان شانگ در چین.
سیما کیان، تاریخنگار و نویسنده هان، در کتاب شیجی، او را پادشاه شانگ دانسته است که پس از پدرش وو دینگ(چینی:太甲) در سال گوئیسی در تختگاه بو(چینی:亳) به شاهی نشسست او بیست و هفت سال فرمان راند(برخی منابع 29 سال گفته اند)؛ پس از مرگ به وی عنوان زو گینگ گفته شد. پس از مرگ وی، زو جیا به پادشاهی رسید.
کتیبه نگاری بر استخوان و لاک لاک پشتان، جیا گو ون که در یینگسو کشف شده اند، او را از شاهان شانگ ندانسته اند.